# Tia Kouvo
Tia Kouvo (* 1987 in Lahti) ist eine finnische Regisseurin und Drehbuchautorin. Ihr Spielfilmdebüt Mummola feierte im Rahmen der 73. Internationalen Filmfestspiele Berlin (Berlinale)   in der Sektion „Encounters“ Weltpremiere.

## Leben
Kouvo studierte zunächst Sozialpsychologie. Anschließend folgte ein Studium für Regie an der Kunsthochschule HDK-Valand, wo sie ihren Abschluss 2018 mit dem Kurzfilm Mummola/Family Time machte.
2023 veröffentlichte sie das Spielfilm-Remake ihres Abschluss-Kurzfilms Mummola/Family Time. Das Spielfilm-Regiedebüt feierte unter dem Titel Mummola auf der Berlinale 2023 Weltpremiere.
Kouvo lebt in Göteborg.

## Auszeichnungen
- 2014: 1km Film Award - Honorable Mention für Chatten (Chat With Me) beim Stockholm Film Festival[4]
- 2018: Special Mention für Mummola (Kurzfilm) beim Helsinki International Film Festival – Love & Anarchy[5]
- 2019: Spezialpreis für den Besten Kurzfilm unter 30 Minuten beim Tampere Film Festival für Mummola (Kurzfilm)[6]
- 2023: Nordische Filmtage Lübeck: NDR Filmpreis für Mummola[7]

## Filmografie
- 2011: Rio Rita; Kurz-Dokumentarfilm
- 2014: Chatten (Chat with Me); Kurzfilm
- 2016: Doubter of Spring; Kurzfilm
- 2018: Growing Pains; Kurzfilm
- 2018: Mummola (Family Time); Kurzfilm
- 2018: We Retired People; Kurzfilm
- 2023: Mummola - Finnische Weihnachten (Mummola)